# 神沢栄三
神沢 栄三（かみざわ えいぞう、1930年7月16日 - 1998年8月17日）は、日本のフランス文学者。名古屋大学名誉教授。

## 略歴
富山県出身。旧姓・武島。1959年東京大学大学院満期退学、明治大学教養部助教授、1971年名古屋大学文学部助教授、教授、1994年定年退官、名誉教授。中世フランス語フランス文学専攻。

## 翻訳
- 『中世フランス文学入門』（ドミニック・ブーテ, アルマン・ストリューベル、武島栄三・高田勇共訳、白水社、文庫クセジュ） 1959
- 『ふらんすデカメロン サン・ヌーヴェル・ヌーヴェル』（鈴木信太郎・渡辺一夫共訳、筑摩書房、筑摩叢書） 1964、新版 1985／ちくま文庫（改訳版 上・下）、1994
- 『封建社会』1・2（マルク・ブロック、新村猛・森岡敬一郎・大高順雄訳（みすず書房） 1973 - 1977、新版2006
- 『西欧の芸術Ⅰ ロマネスク』（アンリ・フォション、鹿島出版会、SD選書） 1976 - 1978
- 『西欧の芸術Ⅱ ゴシック』（アンリ・フォション、鹿島出版会、SD選書） 1976 - 1979
各 上・下：加藤邦男・長谷川太郎・高田勇と共訳
- 『至福千年』（アンリ・フォシヨン、みすず書房） 1971、新版1992
- 『フランス語の語彙』（アンリ・ミッテラン、内海利朗共訳、白水社、文庫クセジュ） 1974
- 『中世フランス文学』（V.=L.ソーニエ、白水社、文庫クセジュ） 1990
- 『地中海世界』1・2（フェルナン・ブローデル / ジョルジュ・デュビー編、みすず書房） 1990 - 1992、新編（全1巻）2000

## 記念論集
- 神沢栄三教授退官記念論集 名古屋大学文学部仏文研究室 1994.3